# 约瑟夫·施特夫
约瑟夫·施特夫（德語：Josef Sterff，1935年1月2日—2015年9月7日），德国男子雪车运动员。他曾代表西德参加国际雪车联合会世界锦标赛，获得一枚金牌、一枚银牌和一枚铜牌。他也曾参加1964年冬季奥运会。